# Лазаневы
 Лазаневы  — деревня в Афанасьевском районе Кировской области в составе Ичетовкинского сельского поселения.

## География
Расположена непосредственно у юго-восточной границы райцентра поселка  Афанасьево на правобережье реки Кама.

## История
Известна с 1873 года как деревня Варанкинская (Лазаневская), в которой учтено дворов 21 и жителей 156, в 1905 (Варанкины или Лазаневы) 29 и 186, в 1926 (Лазановская или Варанкинская) 39 и 186 (в том числе 129 «пермяки»), в 1950 (Лазаневский) 38 и 147. Настоящее название утвердилось с 1998 года.  

## Население
Постоянное население составляло 84 человека (русские 96%) в 2002 году, 70 в 2010.